# Osmunda aspleniifolia
Osmunda aspleniifolia là một loài dương xỉ trong họ Osmundaceae. Loài này được Sav.in Lam. mô tả khoa học đầu tiên năm 1797.
Danh pháp khoa học của loài này chưa được làm sáng tỏ. 